# París-Tours 1987
La París-Tours 1987 (llamada Gran Premio del otoño) fue la 81.ª edición de la clásica París-Tours. Se disputó el 11 de octubre de 1987 y el vencedor final fue el neerlandés Adri van der Poel del equipo PDM-Ultima.

## Clasificación general
|    | Ciclista           | Equipo                 | Tiempo     |
| -- | ------------------ | ---------------------- | ---------- |
| 1  | Adri van der Poel  | PDM-Ultima             | 6h 35' 46" |
| 2  | Teun van Vliet     | Panasonic-Merckx       | m. t.      |
| 3  | Maurizio Fondriest | Ecoflam-Bfb            | m. t.      |
| 4  | Charly Mottet      | Système U              | m. t.      |
| 5  | Bruno Leali        | Carrera Jeans-Vagabond | m. t.      |
| 6  | Eric Vanderaerden  | Panasonic-Merckx       | + 41"      |
| 7  | Moreno Argentin    | Gewiss-Bianchi         | m. t.      |
| 8  | Claudio Chiappucci | Carrera Jeans-Vagabond | m. t.      |
| 9  | Gilbert Glaus      | Z-Peugeot              | m. t.      |
| 10 | Camillo Passera    | Ecoflam-Bfb            | m. t.      |